# 湯奇·史蒂潘諾維奇
湯奇·史蒂潘諾維奇（Tonči Stipanović，1986年6月13日—），是一名出生於克羅埃西亞斯普利特的帆船運動員。他曾參加2012年倫敦奧運、2016年里約奧運和2020年東京奧運，其中在2016年里約奧運與2020年東京奧運各收穫一枚銀牌。

## 參賽紀錄
| 年份 | 賽事           | 主辦城市   | 名次  | 項目           |
| ---- | -------------- | ---------- | ----- | -------------- |
| 2012 | 奧林匹克運動會 | 倫敦       | 第4名 | 單人小艇雷射型 |
| 2016 | 奧林匹克運動會 | 里约热内卢 | 銀牌  | 單人小艇雷射型 |
| 2020 | 奧林匹克運動會 | 東京       | 銀牌  | 單人小艇雷射型 |

## 外部連結
- Tonči Stipanović （页面存档备份，存于） - ISAF